# Kreuzackerkapelle
Die Kreuzackerkapelle ist ein katholischer Kapellen-Bildstock in Farchant in Oberbayern. Die Kapelle ist auf Basis des Denkmalschutzgesetzes vom 1. Oktober 1973 ein Baudenkmal, die Aktennummer lautet D-1-80-116-29.

## Beschreibung

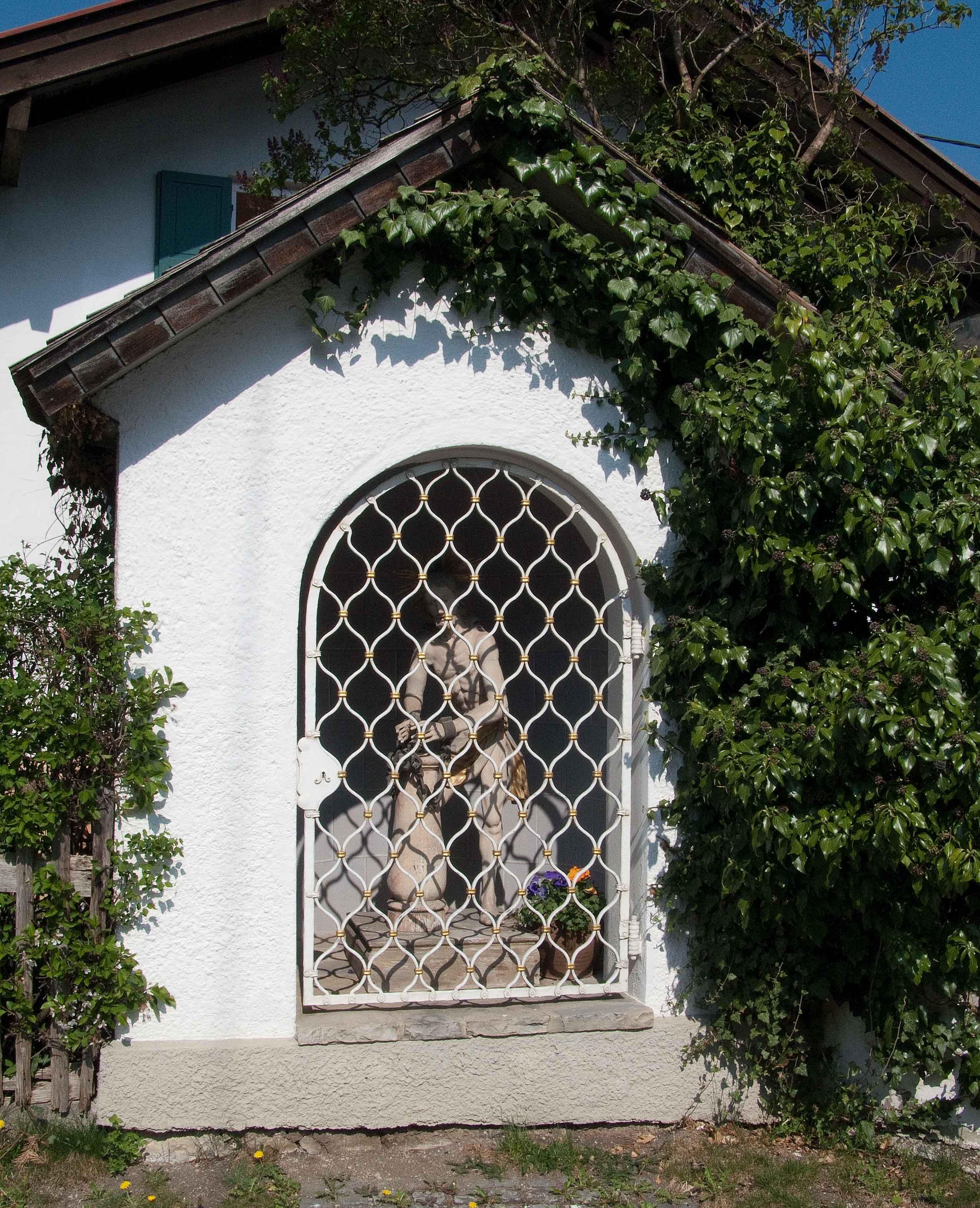
Die Kreuzackerkapelle in Farchant

Die Kapelle errichteten die Bewohner von Farchant Mitte des 18. Jahrhunderts auf dem damals nicht besiedelten Kreuzacker. Heute ist sie von Siedlungsgebiet umschlossen und steht im Garten des Anwesens Kreuzfeldstraße 2. Die Kreuzacker Kapelle ist ein schlichter und kleiner Satteldachbau. Die Darstellung zeigt den gegeißelten Heiland, der mit Eisenfesseln an den Handgelenken an eine Säule gekettet ist.